# سجينة طهران (رواية)
سجينة طهران (بالإنجليزية: Tehran Prison)‏ رواية إيرانية نُشرت عام 2007 للكاتبة مارينا نعمت. تُصنف ضمن أدب السيرة الذاتية أو المذكرات؛ حيث تروي قصة واقعية للكاتبة حين أُلقي القبض عليها في السادس عشرة من عمرها واعتُقلت في سجن إيفين بتهمة معاداة الحكومة الإيرانية. كانت الرواية سببًا في تكريم مارينا بأول جائزة للكرامة الإنسانية في ديسمبر عام 2007. صدرت في كندا وتُرجمت إلى 28 لغة، قدّمتها إلى العربية الكاتبة فاطمة ناعوت عام 2013.

## الجوائز
- جائزة الكرامة الإنسانية من البرلمان الأوروبي.
- جائزة جرينزان للآداب في إيطاليا.[3]